# 18CZ
18CZ je desková hra autora Leonharda Orglera, která patří do rodiny her typu 18XX a byla vydána v roce 2017 v češtině vydavatelstvím Fox in the Box a zároveň v angličtině a němčině samotným autorem pomocí Kickstarteru. Tematicky se hra věnuje budování železnice v českých zemích v období jejího začátku v 19. století za Rakouska-Uherska – i v české variantě herního plánu jsou kromě českých názvů měst i názvy v němčině.
Stejně jako v jiných hrách z rodiny 18XX má hra několik složek. Jednak jsou v ní samostatné železniční společnosti, které se snaží budovat železniční tratě a tím dosahovat zisku, jednak je v ní obsažen akciový trh a každý hráč tak často spoluvlastní své společnosti s různými jinými hráči. Hra je pro 2-6 hráčů, přičemž ve dvou hráčích se hraje na druhé straně herního plánu. Vydavatel udává délku hry 1-5 hodin. Kromě toho je možné jako rozšíření dokoupit samostatný herní plán s mapou Moravy a Slezska určený pro hru dvou nebo tří hráčů, na kterém lze odehrát rychlejší partie.